# Tour de la nation
La Tour de la nation est un bâtiment tunisien situé sur l'avenue Mohammed-V à Tunis. La structure, d'une hauteur de 82,54 mètres et disposant de 23 étages est le plus haut gratte-ciel de Tunisie.
Originellement, il abrite le siège du Rassemblement constitutionnel démocratique, parti au pouvoir sous la présidence de Zine el-Abidine Ben Ali. Après la révolution de 2011, transformé en bâtiment public et baptisé « Tour de la nation », il abrite les locaux du ministère des Domaines de l'État et des Affaires foncières. Il est également destiné à accueillir des expositions d’art et de produits de l’artisanat et à abriter deux espaces de conférences et de congrès.